# 루이셤

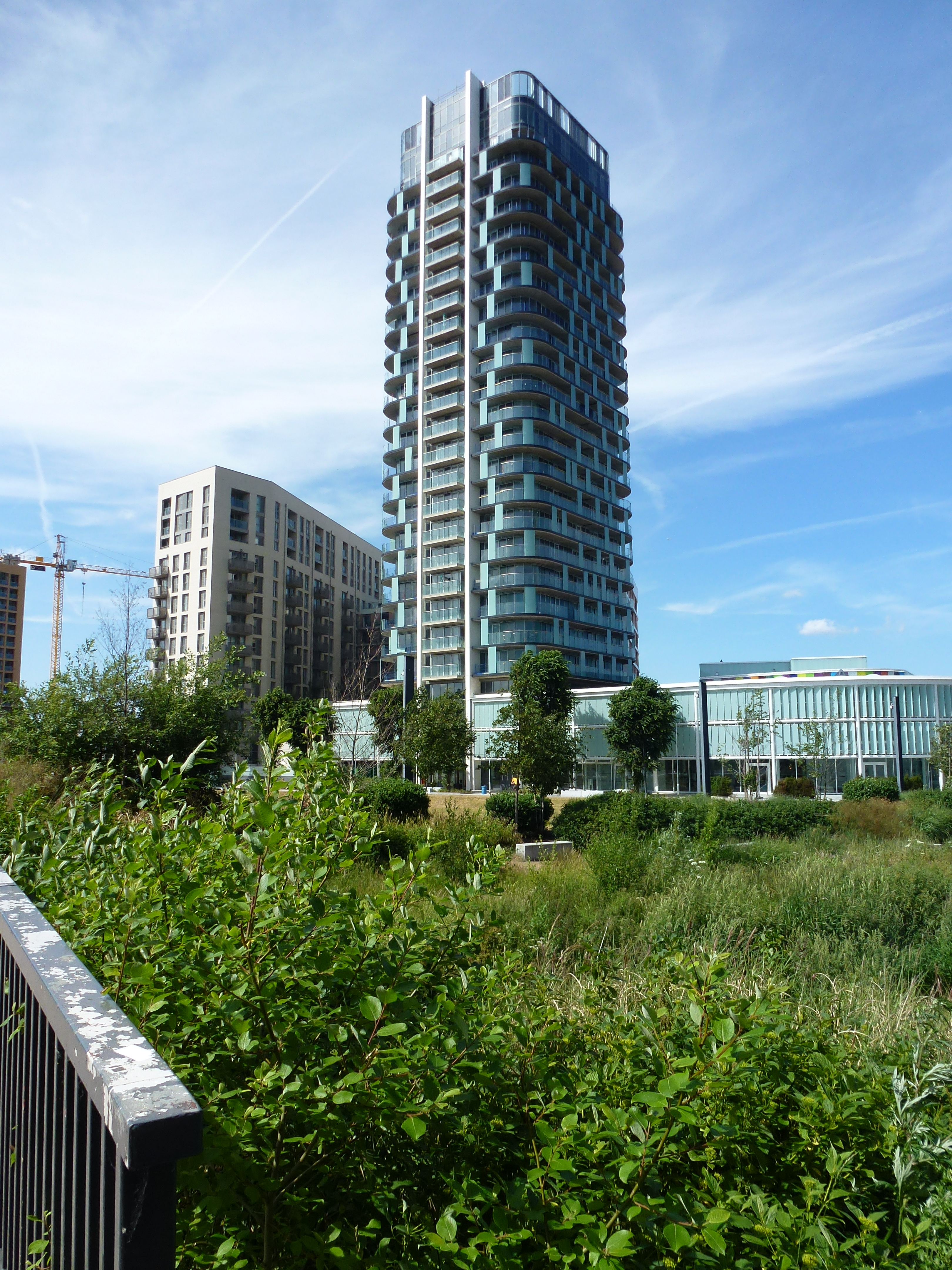

루이셤(Lewisham)은 영국 남부 런던의 루이셤구에 위치한 지역으로, 채링크로스의 남동쪽으로 5.9마일 떨어져 있다. 그 지역은 런던 계획에서 대 런던의 35개 주요 중심지 중의 하나로 식별된다.

## 같이 보기
- 루이셤구